# 26938 Jackli
26938 Jackli este un asteroid din centura principală de asteroizi.

## Descriere
26938 Jackli este un asteroid din centura principală de asteroizi. A fost descoperit pe 31 martie 1997 la Socorro, New Mexico, în cadrul proiectului LINEAR. Asteroidul prezintă o orbită caracterizată de o semiaxă mare de 2,25 ua, o excentricitate de 0,12 și o înclinație de 4,1° în raport cu ecliptica.